# سوزان رابرتز
سوزان رابرتز (انگلیسی: Susan Roberts؛ زادهٔ ۲۱ آوریل ۱۹۳۹) شناگر اهل آفریقای جنوبی بود.